# Saosnes
Saosnes település Franciaországban, Sarthe megyében. Lakosainak száma 218 fő (2022. január 1.). Saosnes Saint-Rémy-du-Val, Courgains, Les Mées, Panon, Pizieux, Saint-Calez-en-Saosnois, Saint-Longis és Vezot községekkel határos.

## Népesség
A település népessége az elmúlt években az alábbi módon változott:
| Lakosok száma | 225  | 216  | 211  | 208  | 208  | 211  | 215  | 218  |
|               | 2013 | 2015 | 2017 | 2018 | 2019 | 2020 | 2021 | 2022 |